# Microtea sulcicaulis
Microtea sulcicaulis är en tvåhjärtbladig växtart som beskrevs av Chod. Microtea sulcicaulis ingår i släktet Microtea och familjen Microteaceae. Inga underarter finns listade i Catalogue of Life.